# Noron-l'Abbaye
Noron-l'Abbaye è un comune francese di 324 abitanti situato nel dipartimento del Calvados nella regione della Normandia.

## Società

### Evoluzione demografica
Abitanti censiti